# Усы (фильм)
«Усы» (фр. La Moustache) — французский фильм 2005 года режиссёра Эмманюэля Каррера. Сценарий основан на одноимённом романе Эмманюэля Каррера. В главных ролях снимались Венсан Линдон и Эмманюэль Дево. Фильм получил приз Label Europa Cinemas на Каннском кинофестивале в 2005-м году.

## Сюжет
Марк (Венсан Линдон), парижанин средних лет принимает ванну и спрашивает свою жену Агнес (Эмманюэль Дево), стоит ли ему сбрить усы, которые он носит почти всю жизнь. Жена отвечает, что не узнала бы его без усов, но тем не менее Марк их сбривает. В течение всего последующего вечера Марк удивляется отсутствию какой-либо реакции на изменения в его облике со стороны Агнес и друзей семьи, к которым они ездили в гости, Сержа и Нади Шефер. На прямой вопрос «разве ты не заметила, что я сбрил усы?» Агнес отвечает, что у Марка никогда не было усов. Он устраивает скандал, считая всё произошедшее глупым розыгрышем.
На следующий день Марк идёт на работу, но история с игнорированием изменений в его внешности повторяется — все коллеги тоже игнорируют исчезновение усов. Разница в восприятии реальности между ним и женой становится ещё больше: Агнес утверждает, что они с Марком никогда не были в отпуске на Бали, что отец Марка на самом деле умер год назад, и что она не знакома с Сержем и Надей. В дом к Агнес и Марку приезжает Бруно, начальник Марка, обеспокоенный его отсутствием на работе. Они предлагают Марку согласиться на помощь психиатра, но Марк убегает из дома и садится в такси, где выясняется, что он не может найти дом своих родителей и дозвониться до матери — оператор сообщает, что набранного номера не существует. Вернувшись домой, Марк берёт документы, деньги и едет в аэропорт, где садится на первый попавшийся рейс — в Гонконг.
В Гонкоге Марк весь день проводит в поездках на пароме. Ночью, после последнего рейса он уговаривает местных жителей взять его с собой в лодку. Утром Марк прибывает в неизвестную китайскую деревню и надолго поселяется в отеле. Со временем он знакомится с местными жителями и снова отращивает прежние усы.
Однажды днём Марк поднимается в свой номер и обнаруживает там Агнес, как будто она провела вместе с ним всё это время. Вечером они идут в казино и встречаются со знакомыми Агнес, которых Марк никогда раньше не видел. «Знакомые» демонстрируют Марку совместные фотографии, на которых у Марка присутствуют усы.
Вечером Агнес просит Марка сбрить усы, чтобы хоть раз увидеть его без них. Он выполняет просьбу, и Агнес говорит Марку, что без усов он выглядит замечательно. Неясно, отражает ли финальная сцена то, что произошло на самом деле или всего лишь мечтой Марка.

## В ролях
| Актёр            | Роль                |
| ---------------- | ------------------- |
| Венсан Линдон    | Марк Тирье          |
| Эмманюэль Дево   | Агнес Тирье         |
| Матьё Амальрик   | Серж Шефер          |
| Ипполит Жирардо  | Бруно               |
| Силия Малки      | Самира              |
| Маша Поликарпова | Надя Шефер          |
| Фантин Камю      | Лара Шефер          |
| Фридерик Имберти | Управляющий кафе    |
| Брижитт Бемоль   | Женщина-полицейский |

## Работа над фильмом
Из интервью Эммануэля Каррера
:

После «Возвращения в Котельнич» (фр. Retour à Kotelnitch, 2003, док. фильм) я хотел начать сначала. Снять новый фильм, но совершенно иначе. «Котельнич» получился без всякого сценария, в режиме финансовой экономии, но полной свободы, при полном моем доверии к происходившему.
На этот раз я хотел противоположного, мне нужны были сценарий, актеры, режиссёрская работа, финансирование — со всеми ограничениями и необходимостью проработки стратегии. Это желание, стремление попробовать всё это появилось раньше, до желания поведать историю. То есть я действовал, как художник, который решил нарисовать что-нибудь. Почему не натюрморт? Почему не вазу с цветами, которая стоит у меня дома? Для меня этой вазой стали «Усы». И едва я начал это серьезно обдумывать, понял, что передо мной возникают проблемы чисто кинематографического свойства.

## Художественные особенности и трактовка сюжета
Режиссёр Эммануэль Каррер на протяжении всего фильма показывает две версии реальности, сбивая зрителя с толку. В одной из них Марк всегда носил усы, его отец жив, Марк и Агнес отдыхали вместе на Бали и были знакомы с Сержем и Надей. В другой реальности эти факты и события отсутствуют, но зритель невольно сочувствует Марку и воспринимает именно его версию реальности как достоверную благодаря регулярному появлению в кадре визуальных подтверждений его правоты: фотографии с Бали, фотография в паспорте, сообщение от отца на автоответчике, открытка из гонконгского отеля.
Сюжет фильма — метафора, отражающая взаимное отчуждение в браке, тот факт, что даже самые близкие люди живут в разных мирах.